# مات هوارد
مات هوارد (بالإنجليزية: Matt Howard)‏ مواليد 23 يناير 1989 في كارمل، هو لاعب كرة سلة أمريكي. بدأ مسيرته الاحترافية في سنة 2011. يلعب مع ستراسبورغ أي جي في الدوري الفرنسي لكرة السلة الدرجة الأولى. يحمل الرقم 54. يبلغ طوله 6 قدم 8 بوصة (2.0 م).

## المسيرة الاحترافية
لعب مع نادي أولمبياكوس لكرة السلة في موسم 2011–2012، ثم لعب مع نيكار ريزن لودفيغسبورغ في الدوري الألماني في سنة 2012، ثم لعب مع راتيوفارم أولم في موسم 2013–2014، ثم لعب مع ستراسبورغ أي جي في الدوري الفرنسي في سنة 2014.

## روابط خارجية
- مات هوارد على موقع الدوري الأوروبي لكرة السلة (الإنجليزية)
- مات هوارد على موقع كرة السلة الأوروبية.كوم (الإنجليزية)
- مات هوارد على موقع كلية كرة السلة في سبورتس رفرنس.كوم (الإنجليزية)
- مات هوارد على موقع ريلجم (الإنجليزية)
- مات هوارد على موقع بروبوليرز (الإنجليزية)
- مات هوارد على موقع سبورتس رفرنس (الإنجليزية)